# Johann Jacoby
Johann Jacoby (Königsberg, 1º maggio 1805 – Königsberg, 6 marzo 1877) è stato un politico tedesco.

## Biografia
Figlio di un commerciante ebreo, frequentò il ginnasio e l'università della sua città natale e nel 1830 iniziò la professione di medico. Sebbene fosse stato razionalista areligioso, egli si convertì alla religione ebraica, quando l'emancipazione ebrea, introdotta da Hardenberg nel 1812 in Prussia, durante l'epoca reazionaria, dal 1819 fu largamente ostacolata.
Nel 1848, fu membro del pre-parlamento tedesco e dell'assemblea nazionale prussiana, nel 1849 membro della seconda Camera ed infine membro del parlamento di Francoforte. Come radicale si schierò dalla parte dell'estrema sinistra. Fu lui che il 2 novembre 1848 gridò al monarca Federico Guglielmo IV le parole:
Tra il 1862 e il 1870, Jacobi fu alla Camera dei deputati prussiana e combatté tutta la politica interna ed estera di Otto von Bismarck. Nel 1867, fondò un giornale democratico, Il futuro, che doveva programmare la fondazione di un partito democratico, ma che nel 1871 si sciolse. Già implicato in processi per alto tradimento, nel settembre del 1870 fu portato per alcune settimane nella fortezza di Lützen, perché durante un'assemblea aveva protestato contro l'annessione della Alsazia  e della Lorena nel Reich tedesco. Nel 1884 quale candidato per la SPD, fu eletto in parlamento nella cerchia elettorale della regione di Lipsia, ma rifiutò tale mandato, essendo persuaso dell'impossibilità di trasformare per via parlamentare uno stato militarista in uno popolare.
Incorruttibile e con un carattere molto forte, Jacoby non riuscì però a realizzare i suoi programmi, poiché combatteva per un ideale di stato astratto e non era capace di assumersi il compito di paziente politico.